# Parrhasius selika
Parrhasius selika är en fjärilsart som beskrevs av William Chapman Hewitson 1874. Parrhasius selika ingår i släktet Parrhasius och familjen juvelvingar. Inga underarter finns listade i Catalogue of Life.

## Bildgalleri

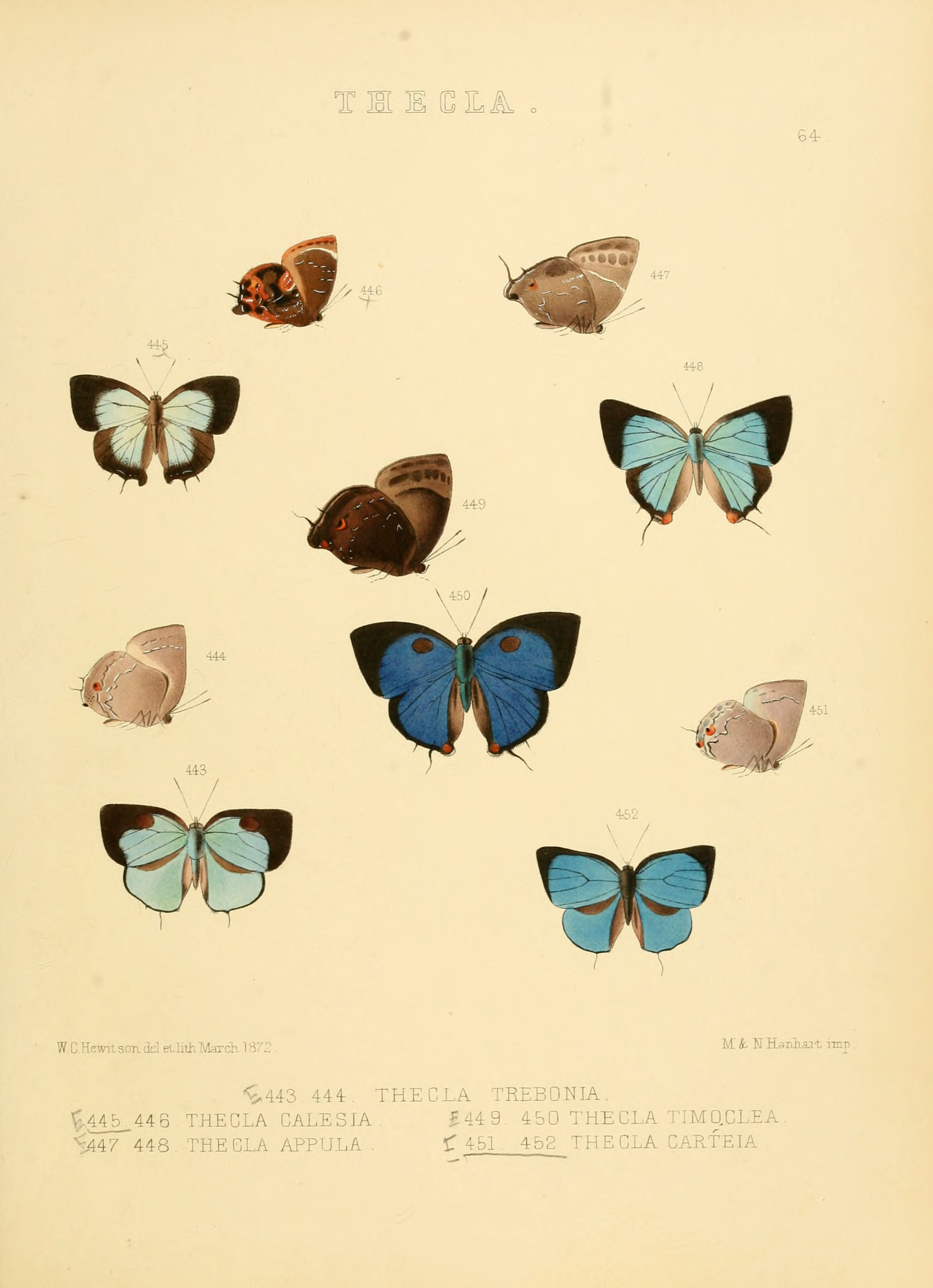
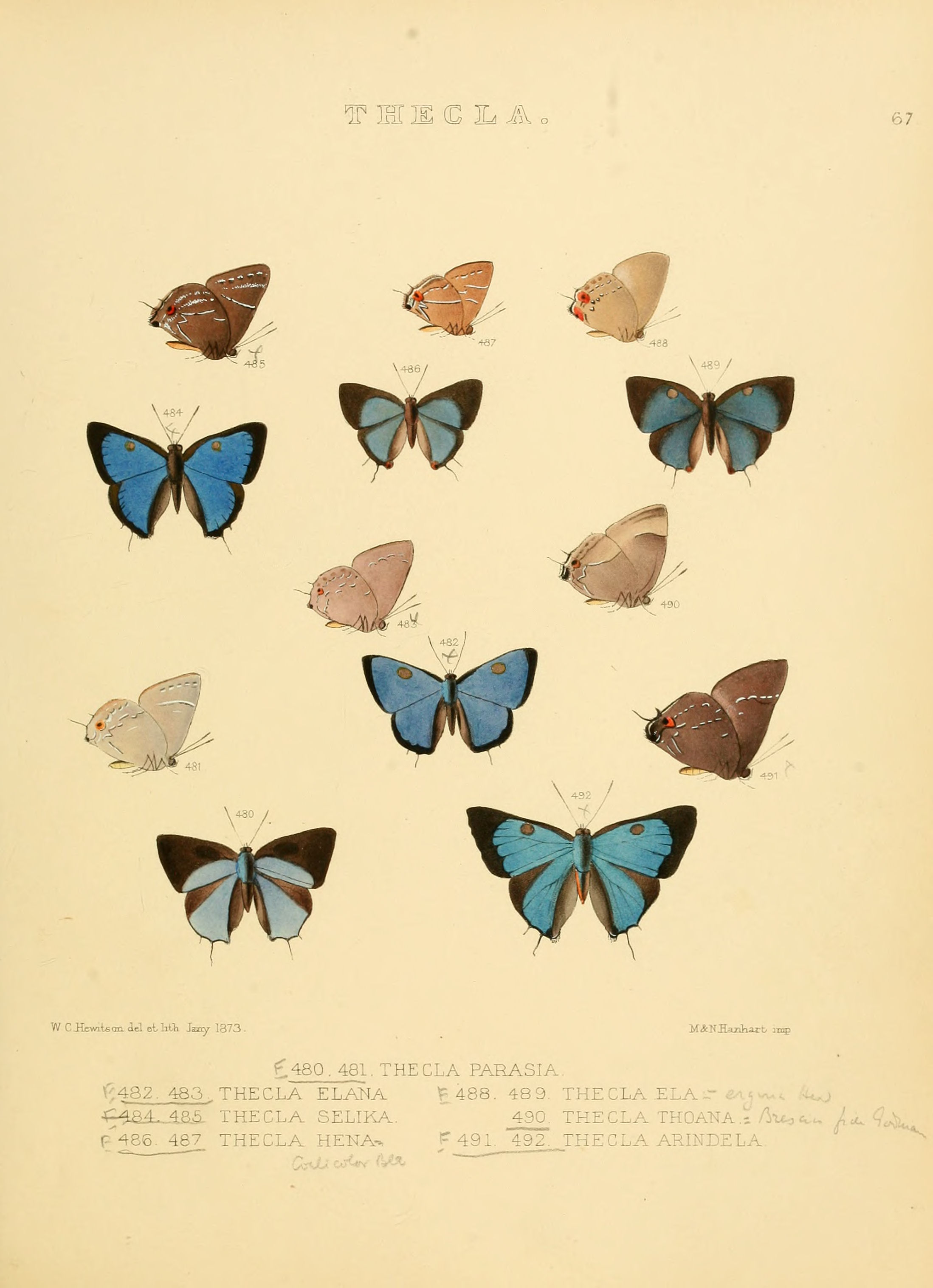